# Nguyễn Đức Cường (chính khách)
Nguyễn Đức Cường (sinh năm 1954) là một chính khách người Việt Nam. Ông từng là Chủ tịch Ủy ban nhân dân tỉnh Quảng Trị.

## Tiểu sử
Ông Nguyễn Đức Cường sinh năm 1954, quê quán huyện Cam Lộ, tỉnh Quảng Trị.

## Giáo dục
Ông Nguyễn Đức Cường có trình độ chuyên môn Kĩ sư Thủy lợi.

## Sự nghiệp
Ngày 10 tháng 6 năm 2009, tại kỳ họp bất thường HĐND tỉnh Quảng Trị, ông Nguyễn Đức Cường, Phó Chủ tịch thường trực UBND, được bầu giữ chức Chủ tịch UBND tỉnh.
Ngày 17 tháng 11 năm 2014, HĐND tỉnh Quảng Trị khóa VI nhiệm kỳ 2011-2016 tiến hành kỳ họp bất thường, đã bầu ông Nguyễn Đức Chính giữ chức vụ Chủ tịch UBND tỉnh Quảng Trị thay cho ông Nguyễn Đức Cường, nguyên Phó Bí thư Tỉnh ủy, Chủ tịch UBND tỉnh, nghỉ hưu theo chế độ.